# IC 3402
IC 3402 је спирална галаксија у сазвјежђу Береникина коса која се налази на листи објеката дубоког неба у Индекс каталогу.
Деклинација објекта је + 28° 51' 45" а ректасцензија 12h 28m 59,3s. Привидна величина (магнитуда) објекта IC 3402 износи 15,0 а фотографска магнитуда 15,8. IC 3402 је још познат и под ознакама UGC 7616, CGCG 158-115, CGCG 159-6, FGC 1441, PGC 41100.